# Kanglei Yawol Kanna Lup
Kanglei Yawol Kanna Lup significa Organización para la salvación del Movimiento Revolucionario en Manipur y es un partido político de Manipur creado en 1994 mediante la unión del United National Liberation Front, la facción Meiraba del PREPAK, y la facción Ibo Pishak del Kanglei Communist Party. Poco después su líder Oken y su comandante en jefe Thouba Singh fueron apresados por las fuerzas de seguridad y en 1995 y 1996 sufrió numerosas deserciones. Desde 1997 empezó a recuperarse y actualmente cuenta con unos 300 combatientes. Está aliado al National Socialist Council of Nagalim (IM). En el 2000 se formaron dos facciones en el partido.
- Datos: Q9017152